# Републикански път III-9008
Републикански път IIІ-9008 е третокласен път, част от Републиканската пътна мрежа на България, преминаващ изцяло по територията на Бургаска област, Община Бургас. Дължината му е 13 km.
Пътят се отклонява надясно при 237,3 km на Републикански път I-9 в град Бургас и се насочва на запад през Бургаската низина, покрай северния бряг на Бургаското езеро. Минава през квартала „Долно Езерово“ на Бургас, пресича Айтоска река и източно от село Братово се свързва с Републикански път III-7909 при неговия 11 km.
| Пътища, отклоняващи се надясно (населено място, № на пътя, посока на пътя) | km   | Пътища, отклоняващи се наляво (посока на пътя, № на пътя, населено място) |
| -------------------------------------------------------------------------- | ---- | ------------------------------------------------------------------------- |
| Община Бургас, I-9, 237,3 km, гр. Бургас →                                 | 0,0  | → гр. Бургас, 237,3 km, I-9, Община Бургас                                |
| (за 508,5 km на I-6 и 234,4 km на I-9) общински път, гр. Бургас ←          | 2,4  | гр. Бургас                                                                |
| (за кв. „Лозово“ на гр. Бургас) общински път ←                             | 4,6  |                                                                           |
| (за Лукойл-Нефтохим) общински път ←                                        | 6,1  |                                                                           |
| (за Лукойл-Нефтохим) общински път, гр. Бургас, кв. „Долно Езерово“ ←       | 7,6  | кв. „Долно Езерово“, гр. Бургас                                           |
| (до 22,9 km на III-539) III-7909, 11 km ←                                  | 13,0 | ← 11 km, III-7909 (от гр. Бургас)                                         |